# Armand de Perceval
Pour les articles homonymes, voir Perceval (homonymie).
Hubert Joseph Antoine Armand de Perceval, né à Malines le 28 octobre 1818 et décédé à une date et en un lieu non connus, est un diplomate, homme de presse, bibliophile et homme politique belge. Il fut également un réformateur économique et social et défenseur de la cause flamande.

## Biographie

### Jeunesse et formation
Fils du député et bourgmestre Jean-Henri de Perceval et d'Antoinette van den Nieuwenhuysen, Armand de Perceval grandit dans une importante et fortunée famille de Malines.
Après avoir étudié au Petit séminaire de Malines (nl), il suit des études de sciences humaines au collège des Jésuites de Namur, puis de philosophie à Paris. 

### Carrière diplomatique et politique

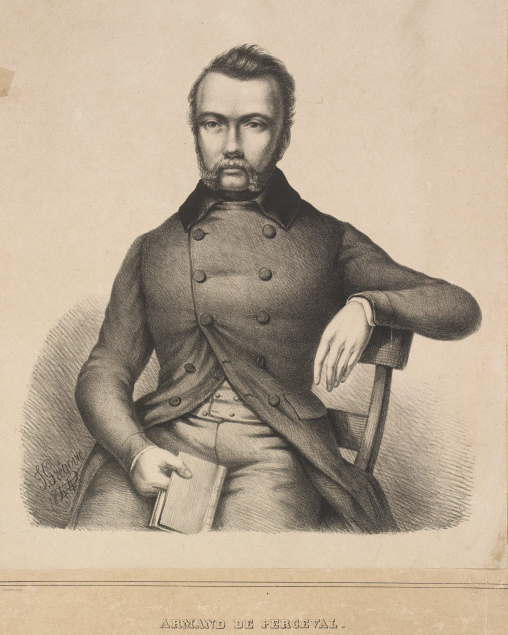
Armand de Perceval en 1844.

À la fin des années 1830, il devient attaché au gouvernement provincial de la Province d'Anvers, avant d'être élu membre du conseil communal de Malines en 1839, à l'âge de vingt-et-un ans. En 1841, il fonde le Journal de Malines, d'orientation unioniste, qui est le premier journal politique ayant existé à Malines, et en devient le premier directeur et rédacteur en chef (Florent de Brouwer de Hogendorp lui succède en 1843).
En 1845, un mois après l'avoir sollicité, il est admis dans la diplomatie en tant que secrétaire d'ambassade à l'ambassade de Belgique en France ; il donne sa démission le 27 mars 1848, avec le titre de secrétaire de légation honoraire, pour se consacrer à la politique. À l'intervention de l'ambassadeur, le prince de Ligne, il avait été fait officier de l'ordre français de la Légion d'honneur en 1847.
Héritier d'une très importante fortune (dont le château Lindenhof et l'hôtel Perceval), d'un cercle familial dominant la politique à Malines, Armand de Perceval devient rapidement un notable local. Déjà élu conseiller communal en 1839, il est lieutenant de la Garde civique de Malines. 
Le 13 juin 1848, il est élu membre de la Chambre des représentants dans les rangs libéraux, par l'arrondissement de Malines, qu'il représentera jusqu'en 1857. Rapidement, il devient l'un des chefs des libéraux progressistes.
Il participe au financement de la révolution française de 1848 amenant la chute de Louis-Philippe. L'année suivante, il fait partie des vingt-trois représentants de la Belgique au Congrès des amis de la paix universelle à Paris, aux côtés de Charles Rogier, ministre plénipotentiaire à Paris, et du baron de Selys-Longchamps, membre de l'Académie royale de Belgique. 
Il est l'un des délégués belges au Congrès général de statistique qui se tient à Bruxelles en septembre 1853.
Par crainte de la passivité, voire de la trahison, des officiers étrangers en cas d'invasion de la Belgique par Napoléon III, il propose en 1853 au parlement une loi les mettant d'office à la retraite. Malgré le soutien de Théodore Verhaegen, cette proposition échoue. L'année suivante, il est nommé secrétaire de la commission permanente des naturalisations.
La double élection de Charles Rogier, à Bruxelles et à Anvers, permet à Perceval de se faire réélire à la Chambre basse par l'arrondissement de Bruxelles en 1858.

### Réformateur économique et social

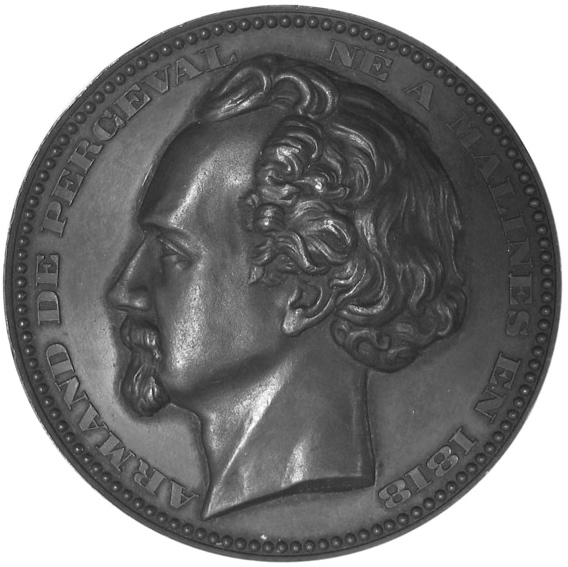
Médaillon d'Armand de Perceval

Il a été, comme jeune député, un ardent défenseur de l'amélioration de la classe ouvrière belge. Durant ses mandats, il donne un discours sur la condition matérielle de la classe ouvrière et le paupérisme (1851), défent l'augmentation des droits de succession, s'oppose à la position dominante de la Banque nationale de Belgique (qu'il considère infidèle à son objectif qu'est d'offrir un crédit bon marché , se positionne pour l'instauration de Sociétés de secours mutuels et pour une plus grande accessibilité des crédits, notamment par l'instauration au niveau national d'un Crédit agricole, foncier, commercial et industriel.
Il s'inspire principalement des idées des Proudhon et Fourrier.
En 1854, Perceval crée à Bruxelles le journal bimensuel Le Crédit à bon marché, publié jusqu'en 1857 avec un certain succès, méritant entre autres le soutien et les compliments du journal allemand la Gazette de Trèves ou bien du journal français le Journal des économistes.  

### Défenseur des arts et de la culture flamande
Défenseur des arts et de la culture flamande, Armand de Perceval est président de l'Institut des beaux-arts de Malines, de la Société « Les Musophiles » et de la « Société la Mélodie » à Malines. Cofondateur de l'association « De Morgenstar » à Bruxelles en 1850, il en devient le président. 
Bibliophile, il possède une riche collection de livres et manuscrits. Sa bibliothèque fait l'objet d'une vente en 1859. Il fait notamment don à la ville de Malines d'un livre d'heures du XVe siècle avec miniatures peintes, le 22 juin 1844.
Il préside le cercle « Vlamingen Vooruit » avec Eugène Van Bemmel et devient membre du Comité flamand de France, fondée en 1853 par Edmond de Coussemaker. 
Il soutient les pétitions en faveur de l'imposition du néerlandais dans l'enseignement secondaire (1850) et défend la nomination de contribuables néerlandophones dans le pays flamand (1851), l'organisation d'un cours de littérature flamande à l'Université de Gand (1854) et la subvention des associations littéraires flamandes comme une partie importante de la langue belge (1855). Au cours d'une interpellation le 19 juin 1858, il exhorte le ministre Charles Rogier à publier le rapport du Vlaamse Grievencommissie.

### L'exil
Un scandale l'oblige à démissionner de son mandat le 16 novembre 1858, invoquant des raisons de santé. En réalité, il fut surpris "en conversation trop tendre, au gré de nos bonnes moeurs occidentales, avec un joli soldat des guides" (G. Eekhoud). Après avoir vendu biens et propriétés , il quitte la Belgique pour les États-Unis, se trouve en 1863 à Naples, en Algérie pour s'engager dans la Légion étrangère, puis en 1866 à Londres. Un nouveau scandale éclate alors, révélé le 21 septembre 1866 par le journal libéral bruxellois L'Étoile belge. Sous le pseudonyme de Deprelle, Perceval est alors suspecté d'être un agent de Louis-Napoléon Bonaparte à l'origine de la campagne de presse du journal L'International, journal francophone de Londres subventionné par le gouvernement impérial et dont Perceval est le secrétaire de rédaction, visant à démontrer la nécessité de l'annexion de la Belgique à la France. Après cette affaire, la dernière trace connue de Perceval est à Paris en septembre 1869.

## Publications
- Banque nationale (1850)
- Sociétés de Secours mutuels (1851)
- Crédit foncier (1851)
- Classes laborieuses (1851)
- Loi relative au crédit foncier (1851)
- Établissements de bienfaisance (1857)

## Sources
- « de Perceval, Armand », in:  Nouvelle biographie nationale, Volume 9, Académie royale de Belgique,  2007. Lire en ligne p.137 et suiv.
- Eugène Bochart, Biographies des membres des deux chambres législatives: Représentants, Bruxelles 1858
- (nl) W. Van den Steene, Een meteoriet aan de politieke hemel: Armand de Perceval, in: Handelingen van de Koninklijke Kring voor Oudheidkunde, Letteren en Kunst van Mechelen, LXXX, 1976, pag. 407-436
- (nl) Herwig de Lannoy, Jean Henri de Perceval (1786-1842), '"maire" van Putte, de eerste liberale burgemeester van Mechelen en volksvertegenwoordiger, 2011
- Béatrice Verhaegen, Le groupe libéral à la Chambre belge (1847-52), Revue belge de philologie et d'histoire, 1969
- Reginald De Schryver, Encyclopedie van de Vlaamse beweging, Volume 2, Lannoo, 1973
- R. Devuldere, Biografisch repertorium der Belgische parlementairen, senatoren en volksvertegenwoordigers 1830 tot 1.8.1965, Gent, 1965, p. 2870.
- W. Van den Steene, Encyclopedie van de Vlaamse Beweging, Tielt-Utrecht, Lannoo, 1975, 2 dl., p. 1192-1193.
- Arseen Withoeck, Proeve tot typologie van de Belgische leden van het Comité Flamand de France. 1853-1914, Gent, 1985, p. B. 98.
- Reginald De Schryver, Bruno De Wever, Nieuwe Encyclopedie van de Vlaamse Beweging, Tielt-Utrecht, Lannoo, 1998, 3 dl., p. 2421-2422.
- E. Gubin, Bruxelles au XIXe siècle: berceau d'un flamingantisme démocratique (1840-1873), 1979.
- Herwig De Lannoy, "De schandaligste en hatelykste partygeest". Opiniegroepen en partijvorming in de stad Mechelen (1826-1860), Belgisch Tijdschrift voor Nieuwste Geschiedenis XLV, 2015, 1, pp. 76-119.